# キケンな顔合わせ!?
『キケンな顔合わせ!?』(キケンなかおあわせ!?、原題:위험한 상견례 2、英題:Enemies In-Law)は、2015年に公開された韓国のコメディ映画。

## 概要
『キケンな顔合わせ!?』は、キム・ジニョンが監督した警察家族の末娘と泥棒・詐欺師家族の一人息子との結婚にまつわるロマンティック・コメディである。本人も警察官で家族全員が警察関係者の末娘パク・ヨンヒ役をチン・セヨンが、父は伝説の大泥棒、母は詐欺師という泥棒・詐欺師家族の一人息子ハン・チョルス役をホン・ジョンヒョンがそれぞれ演じている。
本作は、キム・ジニョンが監督した全羅道と慶尚道の2地域出身のカップルとその家族のコメディ映画「危険な顔合わせ(原題:위험한 상견례)」(2011年公開)の続編として作成された。
日本では、衛星放送のアジアドラマチックTVやVOD配信のAmazon Prime Video、U-NEXTなどで、『キケンな顔合わせ!?』として放送されている。

## あらすじ
7年前、あるきっかけで交際を始めたパク・ヨンヒとハン・チョルスは、結婚を考えている。チョルスは、ヨンヒと結婚するために、警察官への採用試験を受け続けており、ヨンヒは応援している。ヨンヒは警察家族の末娘で、泥棒・詐欺師夫婦の一人息子であるチュルスとの結婚をヨンヒの家族は快く思っていない。そのため、チョルスの合格を全力で邪魔している。警察家族と泥棒・詐欺師家族という相容れない家族同士の争いにがはじまる。

## キャスト
ハン・チョルス
演 - ホン・ジョンヒョン : 父は伝説の大泥棒、母は詐欺師家族の一人息子。ヨンヒとの結婚を希望し、警察官への採用試験を受け続けている。
パク・ヨンヒ
演 - チン・セヨン : フェンシングのオリンピック金メダリスト。江南警察署麻薬捜査班の刑事。警察家族の末娘。チョルスと交際している。
パク・マンチュン
演 - キム・ウンス : 引退間近の強行班の刑事。ヨンヒの父。
パク・ヨンミ
演 - パク・ウネ : 科学捜査班のリーダー。警察家族の長女。夫は警察大学の教授。
パク・ヨンスク
演 - キム・ドヨン : 元柔道選手で強行班の刑事。警察家族の次女。
ハン・ダルシク
演 - シン・ジョングン : 古美術品など文化財専門の伝説の大泥棒。チョルスの父。
ガンジャ
演 - チョン・スギョン : 文書偽造界のクイーンと呼ばれる伝説の詐欺師。チョルスの母。